# Tomišići
Tomišići is een plaats in de gemeente Žminj in de Kroatische provincie Istrië. De plaats telt 114 inwoners (2001).